# Mrož lední
Mrož lední (Odobenus rosmarus) je mohutný ploutvonožec s cirkumpolárním, avšak nesouvislým rozšířením v arktických a subarktických oblastech Atlantského a Tichého oceánu. Jedná se o jediného žijícího zástupce čeledi mrožovití, jedné ze tří čeledí ploutvonožců. U mrože ledního se rozeznávají dva poddruhy, a sice poddruh obývající Tichý oceán (O. r. divergens) a poddruh z Atlantiku (O. r. rosmarus).
Na první pohled výrazným poznávacím znakem mrože jsou jeho prodloužené horní špičáky, které utváří dlouhé, mírně zakřivené kly. Samec dorůstá délky kolem 3–3,5 m a dosahuje váhy kolem 1500 kg, samice mívá kolem 2,5 m a její váha se pohybuje kolem 900 kg. Tyto rozměry z mrože činí třetího největšího ploutvonožce a šelmu po rypouši sloním a severním. Mroži žijí v mělkých vodách kontinentálních šelfů, kde se živí bentickými bezobratlými živočichy, převážně mlži. Výskyt mrožů je spojován s ledovou pokrývkou, na které odpočívají a vrhají mláďata. Jedná se o polygamní druh; se samicemi se páří jen starší, dominantní samci. Samice své potomky krmí až dva roky a zabřezne pouze asi jednou za tři roky. Mrož lední by se dal považovat za klíčový druh arktických mořských ekosystémů.
Mroži zastávají prominentní roli v kulturách četných domorodých národů Arktidy, které již po tisíciletí loví mrože pro jejich maso, tuk, kůži, kly i kosti. Od 18. až do první poloviny 20. století byli mroži masově loveni i evropskými a americkými lovci, kteří způsobili vymizení mrožů z některých oblastí, jako je Záliv svatého Vavřince. Některé arktické národy v omezené míře pokračují s tradičním lovem dodnes. O mrožích existují četné zmínky v mýtech, folklóru, literatuře, umění a hudbě.

## Systematika

### Jméno a taxonomie

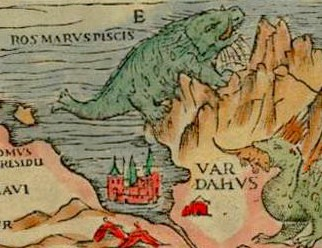
Výřez z Magnusovy mapy, kde mrož je označován jako Ros marus piscis (Carta marina)

Za formální autoritu druhu se považuje Carl Linneaus, jehož formální popis mrože ledního vyšel již v 10. vydání Systema naturae v roce 1758. Druhové jméno rosmarus ve tvaru ros marus použil již v 16. století švédský duchovní Olaus Magnus, který mrože vyobrazil ve svém díle Carta marina z roku 1539. Marus v druhovém jménu odkazuje na latinizovanou formu ruského morž (морж). Podoba s latinským morsus („kousnutí“; z latinského mòrdere, „kousat“) je patrně náhodná, i když se takto mrož v minulosti označoval. Druhové jméno Odobenus pochází z řeckého odous („zub“) a baino („chůze“). V anglickém jazyce se od 19. století mrož označuje jako walrus, do té doby byl nazýván jako morse nebo sea-horse („mořský kůň“); přezdívka „mořský kůň“ má původ v mrožových zvukových projevech a zvyku sdružovat se do stád spíše než v jeho vnějším vzezření.
U počátků českého slova mrož stojí Jan Svatopluk Presl, který nejdříve doslovně převzal název druhu z ruského morž, které má základ v laponském morša (moršša / muršša / morší), které je onomatopoického původu (tzn. napodobuje mroží hlas). V pozdější Preslově práci Ssavectvo se však název objevuje jako mrož. Důvody nejsou zcela zřejmé, mohlo se jednat o tiskovou chybu. Stejně jako u Laponců, i u dalších národů došlo k pojmenování mrože na základě zvukomalebnosti. Tak např. Inuité pojmenovávají mrože jako aivik nebo aaviq, Čukčové jako rerke. U řady arktických národů, kteří od pradávna přicházeli s mroži do pravidelného kontaktu, se vyvinulo v rámci téhož jazyka hned několik slov pro mrože v různých situacích a kontextech. U Jupiků z Ostrova svatého Vavřince existuje více než 100 různých slov pro mrože a produkty z něj vyrobených.
I přes to, že existovalo vícero ucházejících popisů mrože, přírodovědci v 18. a většiny 19. století nedokázali správně identifikovat jeho příbuzenské vztahy. To bylo z velké části způsobeno špatně dostupným prostředím arktických oblastí, domoviny mrože ledního. Sám Linneaus mrože v 10. vydání Systema Naturae v roce 1758 pojmenoval jako Phoca rosmarus a zařadil jej tak po bok jiných ploutvonožců z rodu Phoca. Ve 12. vydání Systema Naturae z roku 1766 se však mrož již objevuje jako Trichechus rosmarus po boku kapustňáků. V tomto rodě mrož zůstal až někdy do 2. poloviny 19. století, dokud nebylo poukázáno na to, že mrož lední na rozdíl od kapustňáků má dobře vyvinuté zadní končetiny, které mu umožňují pohybovat se po souši po všech čtyřech. Mrož se tak začal řadit do rodu Odobenus, který vytyčil již francouzský zoolog Mathurin Jacques Brisson v roce 1762.

### Evoluce
Mrož lední představuje zástupce ploutvonožců, což jsou mořské psotvárné šelmy velmi dobře uzpůsobené životu ve vodě. Ploutvonožce utváří tři recentní čeledi, a sice tuleňovití, lachtanovití a mrožovití. Zatímco první dvě zmíněné čeledi jsou druhově bohaté, mrožovití mají pouze jediného recentního zástupce, kterým je právě mrož lední, nadále řazený do rodu Odobenus. Mrožovití však byli v minulosti druhově mnohem rozmanitější a připisuje se k nim nejméně 20 fosilních druhů.

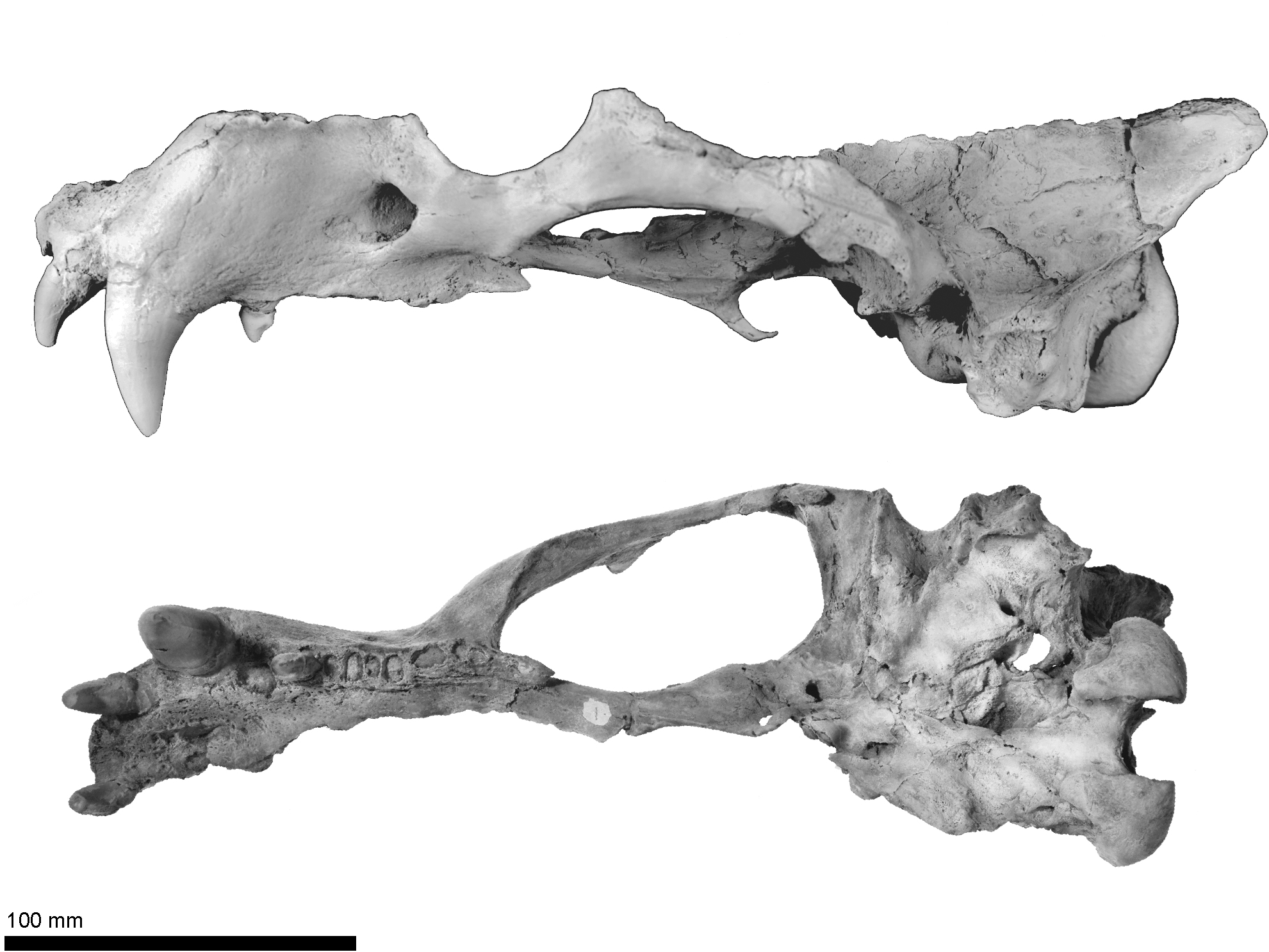
Lebka primitivního miocenního mrože Archaeodobenus akamatsui, který sice měl ostré špičáky, avšak zdaleka ne tak prodloužené jako u moderních mrožů

Vývojově nejstarší linie prvních mrožovitých ploutvonožců pochází z raného miocénu. Tito primitivní mroži bývají sdružováni do podčeledi s pracovním názvem Imagotariinae. Tato skupina je nicméně parafyletická. Vývojově nejstaršího ploutvonožce ze skupiny Imagotariinae, který by se dal tedy považovat za prvního primitivního mrože, představuje Prototaria, který ještě neměl prodloužené zuby. Modernější mrože lze rozdělit do dvou podčeledí, a sice vývojově starší Dusignathinae (linie vyznačující se zvětšenými spodními i horními špičáky) a Odobeninae (se zvětšenými pouze horními špičáky; sem patří i mrož lední). Sesterskou skupinu rodu Odobenus utváří poněkud zvláštní rod Valenictus. Valenictus sp. měli vyvinuty pouze horní špičáky, ostatní zuby zcela postrádal. Ztráta zubů u tohoto rodu je interpretována jako důsledek hyperspecializace na krmení na měkkýších pomocí sukce, během které nedochází k drcení potravy zuby, takže časem došlo k jejich vytracení.
Nejstarší fosilie rodu Odobenus jsou datovány do pozdního pliocénu a raného pleistocénu. Byly nalezeny v Japonsku, a jsou připisovány primitivnějšímu sesterskému druhu mrože ledního, a sice druhu Odobenus mandanoensis. První fosilie mrože ledního pochází ze středního a pozdního pleistocénu. Byly nalezeny mj. u San Francisca (severní Pacifik), v Jižní Karolíně a Francii (severní Atlantik), což společně s japonskými nálezy sesterského druhu napovídá, že první mroži z rodu Odobenus měli mnohem větší biotopovou toleranci zasahující do mírných a dokonce i subtropických oblastí, zatímco dnešní mrož lední je omezen na arktické prostředí. Vzhledem k tomu, že japonské fosilie jsou starší než fosilie z Atlantiku, předpokládá se, že první mroži z rodu Odobenus se vyvinuli v Pacifiku a teprve později se přes arktickou oblast rozšířili do atlantského sektoru.

### Poddruhy
U mrože ledního se rozeznávají se 2 poddruhy:
- O. r. divergens (Illiger, 1815) – početná populace rozšířená v pacifické oblasti, zejména v Beringově a Čukotském moři;
- O. r. rosmarus (Linnaeus, 1758) – méně početná populace z atlantského sektoru vyskytující se od Kanadského arktického souostroví přes Grónsko po severní Rusko.[19]

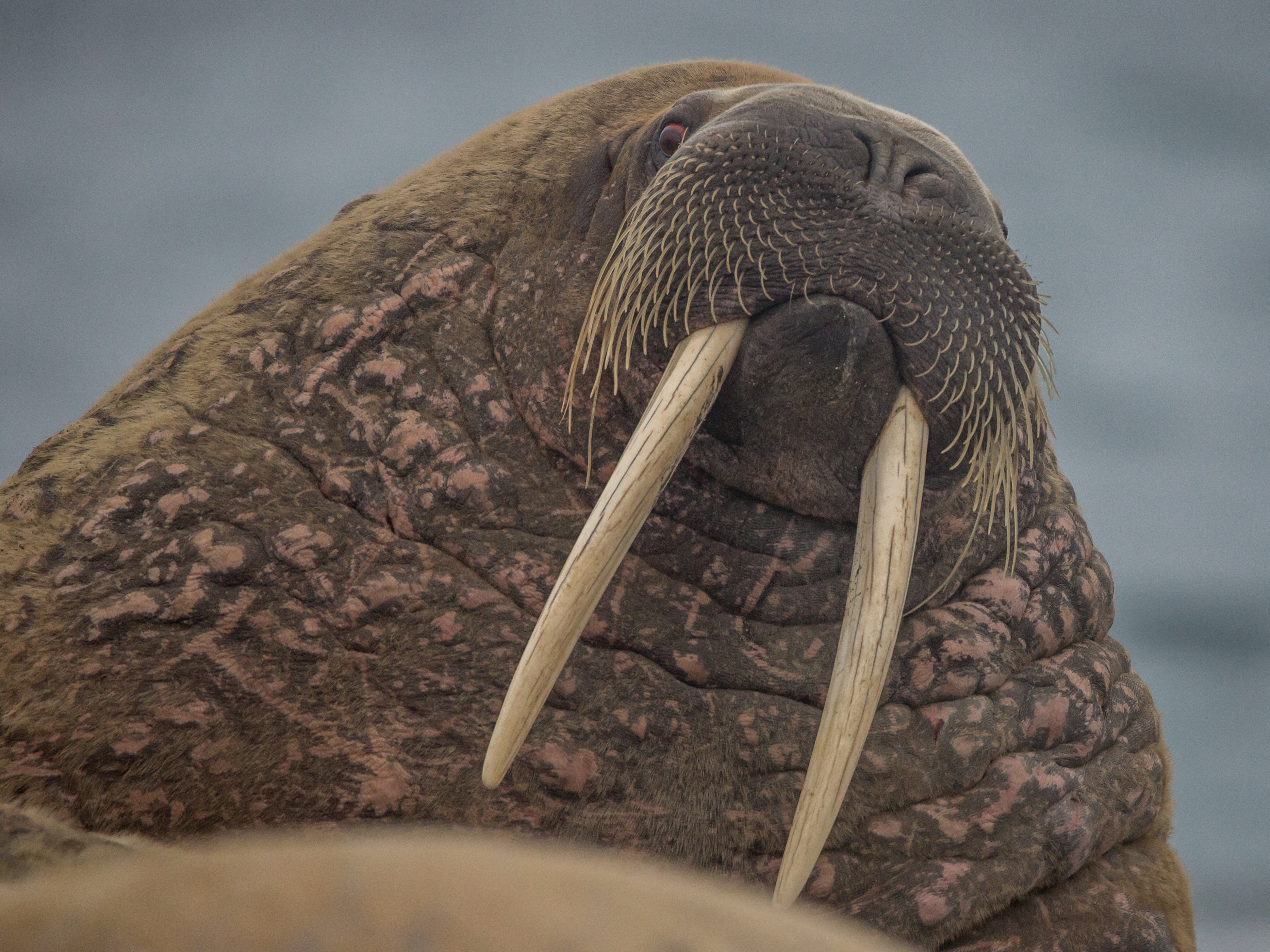
Mrož s dobře patrnými dlouhými kly a vibrisy

Mezi oběma poddruhy existuje velmi omezený genový tok. Odhady doby vydělení poddruhů se u různých autorů liší. Heyning et al. (2009) odhadoval, že se poddruhy sebe oddělily někdy před 500 000–785 000 lety. Podle novější studie (Star et al. (2018)) to však bylo mnohem později, někdy před 251 000–23 00 lety. Keighley et al. (2019) pak čas divergence posunul ještě o něco kupředu do doby před 21 000 lety. Zatímco populace poddruhu divergens je převážně panmiktická, tzn. pacifičtí mroži se mezi sebou volně páří, atlantský poddruh rosmarus je tvořen hned několika geneticky odlišnými populacemi. Relativně vysoká genetická odlišnost atlantských populací je v rámci ostatních atlantských ploutvonožců i kytovců výjimečná. Podle studie z roku 2023 genetická diverzita atlantských mrožů souvisí s posledním glaciálním maximem (LGM), které mroži přežili v izolovaných populacích, a po ústupu ledu na přelomu pleistocénu a holocénu v několika migračních vlnách osídlili většinu atlantského polárního sektoru. Některé předchozí studie identifikovaly dvě hlavní geneticky odlišné populace (východní a západní), novější data poukazují na ještě třetí, tzv. severozápadní populaci z oblasti severozápadního Grónska.
Řada ruských biologů i některé starší zdroje jako Mammal Species of the World (2005) považují za samostatný poddruh i izolovanou populaci mrožů z moře Laptěvů. Moderní taxonomisté však laptěvskou populaci vnímají jako nejzápadnější populaci pacifického poddruhu divergens.

## Výskyt a početnost

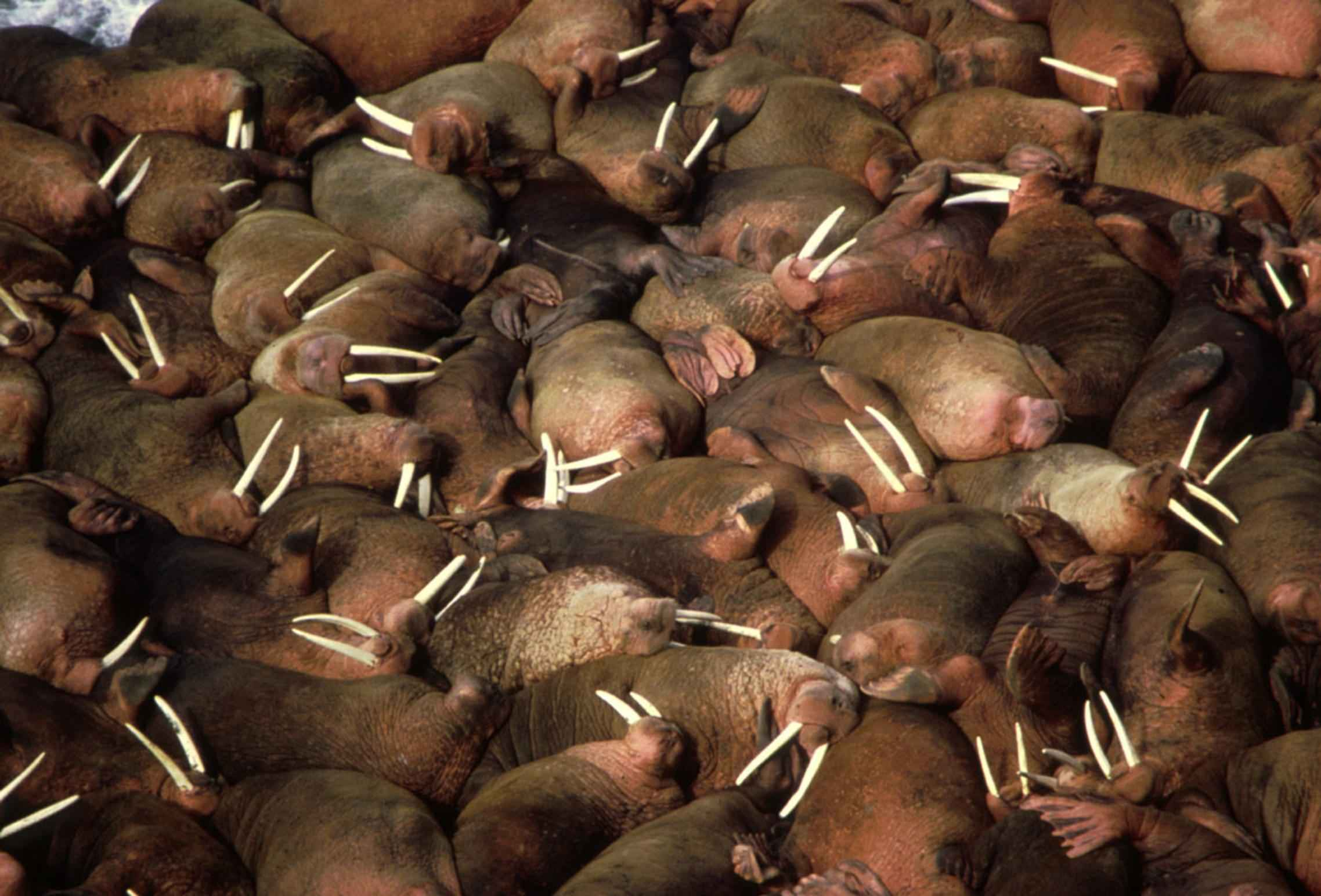
Kolonie mrožů z Aljašky

Mroži lední má cirkumpolární nesouvislé rozšíření v arktických oblastech. Poddruh rosmarus ze severního Atlantiku se vyskytuje v mělkých pobřežních vodách Kanadského arktického souostroví, západního Grónska, severovýchodního Grónska a Špicberků až po severní Rusko včetně Země Františka Josefa, Pečorského a Karského moře. Zatoulaní mroži se dostali do Nové Anglie, na Island a podél západního pobřeží Evropy od Norska přes Spojené království po Biskajský záliv. V roce 2022 byl mrož poprvé spatřen i v Polsku. Zatoulaných mrožů v Evropě přitom postupně přibývá. Evropští mroží zatoulanci pochází převážně z populace ze Špicberk, výjimečně z Grónska. Pacifický poddruh divergens se vyskytuje od Beringova a Čukotského moře po moře Laptěvů na západě a Beaufortovo moře na východě. Zatoulaní mroži pacifického poddruhu byli viděni na jihozápadní Aljašce i v Japonsku.
Následkem pronásledování lidmi mroži již z řady míst vymizeli. Konkrétně se jedná o původně početnou populaci podél jižních hranic arktické Kanady, kde byli mroži rozšířeni v oblastech Nového Skotska a Newfoundlandu až po Záliv svatého Vavřince, avšak následkem nadměrného lovu došlo k jejich vymizení již koncem 18. století. Geneticky odlišnou populaci mrožů z Islandu vyhubili již Seveřané někdy v 11.–12. století, tedy krátce po osídlení Islandu.
Stanoviště druhu tvoří chladné mělké pobřežní vody s vhodným substrátem dna, který dokáže podpořit rozsáhlé komunity mlžů, primární potravy mrožů. V blízkosti krmišť se musí nacházet alespoň část vodní plochy, která v zimě nezamrzá; bez takovéto nezámrzné oblasti by mroži neměli v zimě přístup k potravě. Mroži dále potřebují i vhodné stanoviště pro odpočinek, což bývají hlavně ledové kry, v létě a na podzim se může jednat i o pobřeží, kde mrož typicky tvoří větší skupiny než na ledových krách.
Celkový počet mrožů se odhaduje na zhruba 165 000 (135 000 v Pacifiku, 30 000 v Atlantiku).

## Popis

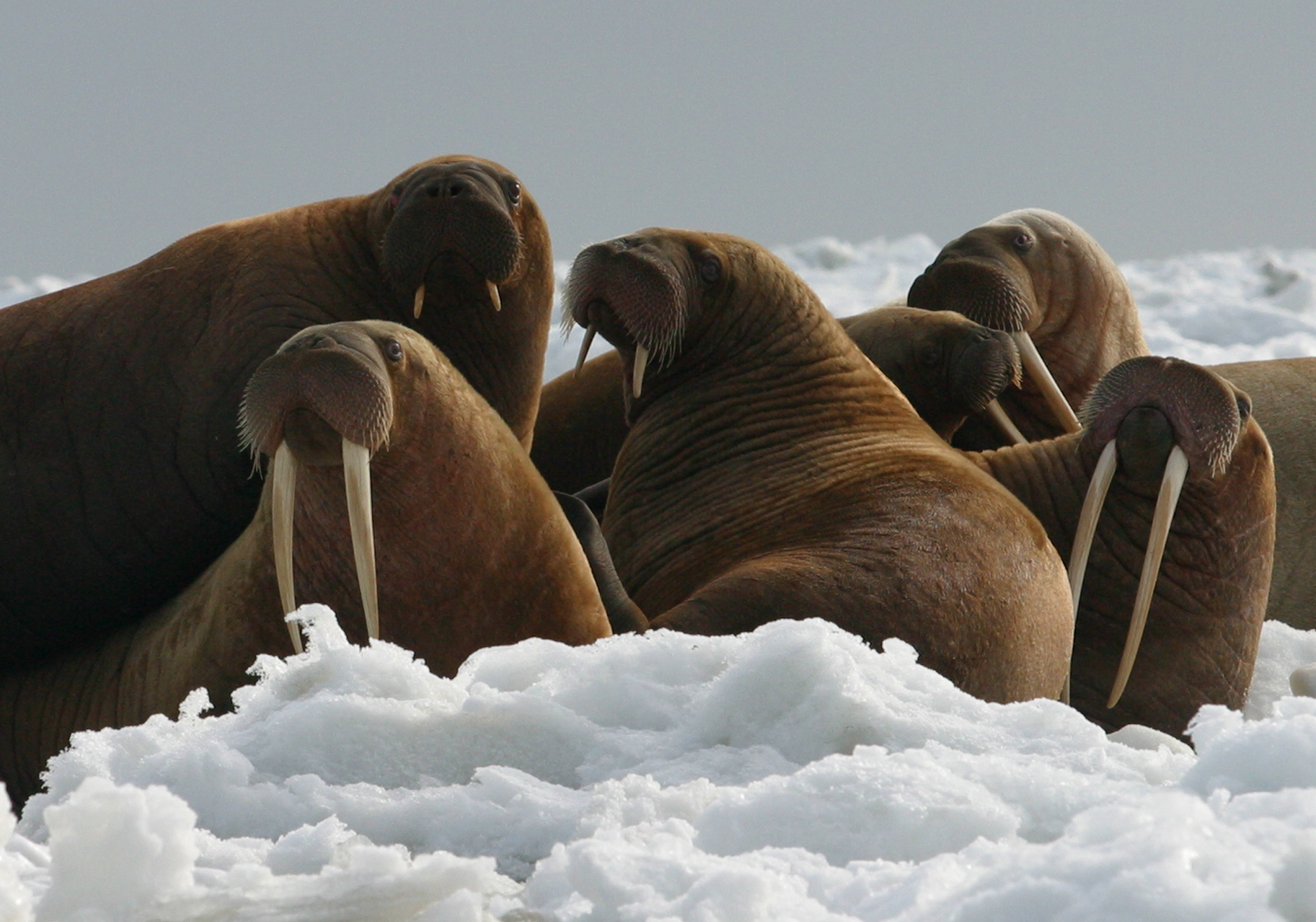
Dospělí mroži s dlouhými kly spolu s nedospělými jedinci s krátkými kly

Mrož lední je velmi statný ploutvonožec. Samec dorůstá délky kolem 3–3,5 m a dosahuje váhy kolem 1500 kg. Samice mívá kolem 2,5 m a její váha se pohybuje kolem 900 kg. Novorozeňata se rodí poměrně velká, při vrhu měří kolem 1,3 m a váží kolem 60 kg. Jedná se o třetího největšího ploutvonožce, velikostně větší jsou pouze dva druhy rypoušů. Pacifický poddruh divergens bývá v průměru o něco větší než jeho atlantský protějšek.
Oproti samici má samec mohutnější ramena a silnější krk. Mrož vykazují řadu znaků podobných tuleňovitým nebo lachtanovitým. Stejně jako tuleňovití postrádá vnější ušní boltce, avšak podobně jako lachtanovití dokáže své zadní končetiny podsunout pod tělo, což mu umožňuje pohybovat se po souši po všech čtyřech, byť poněkud nemotorně. Přední ploutve jsou krátké. Drápy na prstech předních ploutví a prvním a pátém prstu zadních ploutví jsou zakrnělé, na zbytku prstů jsou dobře vyvinuty. Mají poměrně malou hlavu s tupým čumákem a malýma očima. Z čumáku vyrůstají silné, krátké, bezbarvé hmatové chloupky neboli vibrisy. Mrož jich běžně mívá kolem 400–700 o průměrné délce 8 cm a průměru 3 mm. Vibrisy jsou ukotveny ve svalech, na které navazuje řada nervů, které z vibrisů utváří velmi užitečný smyslový orgán. Mrož může díky vibrisům rozpoznat jen několika milimetrové rozdíly v objektech. To se hodí hlavně při hledání potravy v zakalených vodách u dna moře.

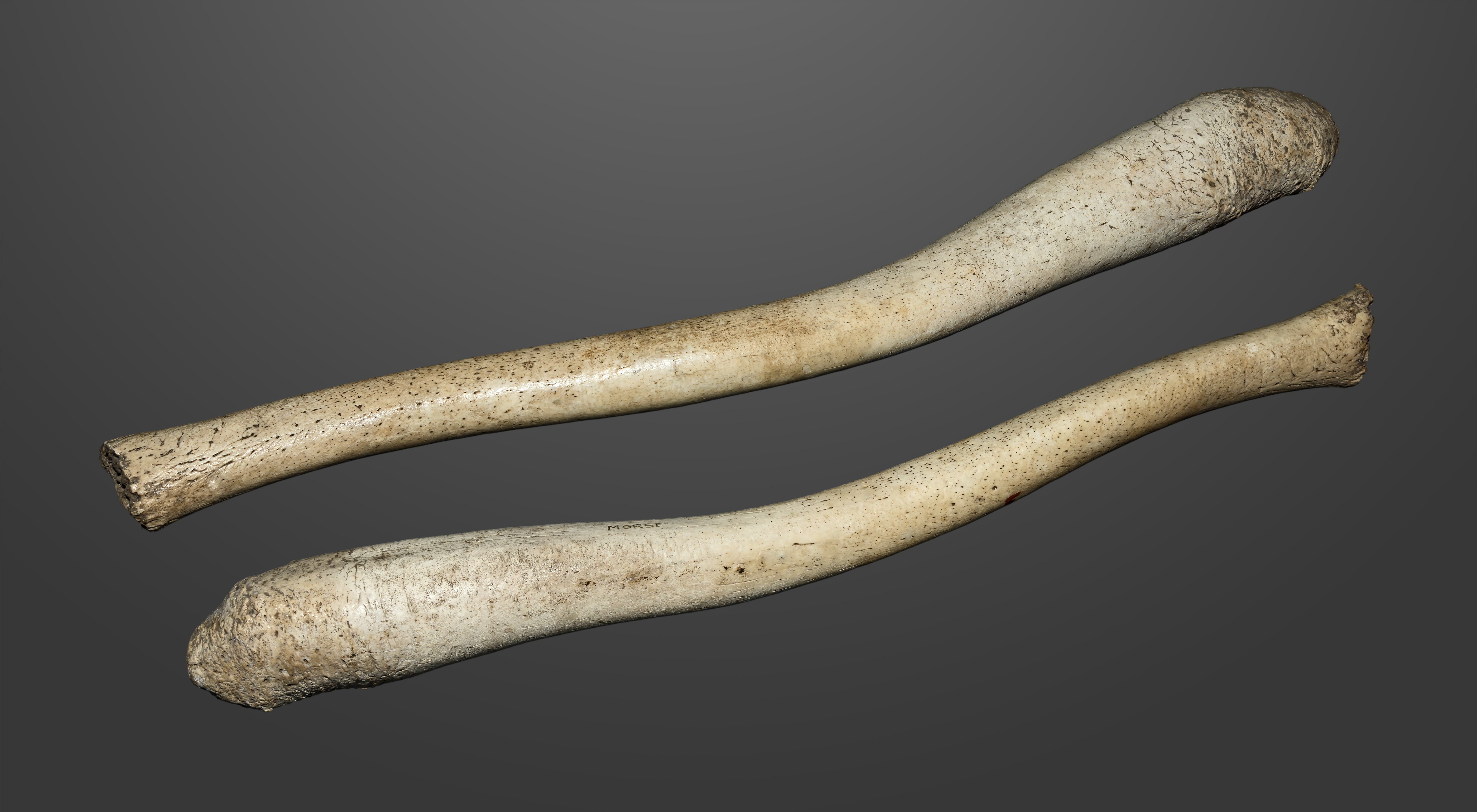
Pyjové kosti mrože

Tělo mrože je obaleno silnou vrstvou podkožního tuku o tloušťce až 15 cm. Vnější vrstvu těla tvoří silná kůže, která dosahuje na krcích a ramenech samců až 10cm tloušťky. Tělo mrože je pokryto skořicově zbarvenou kůží. Po delším pobytu ve vodě se kůže zbarvuje do světle šedé až bílé, což je způsobeno sníženým průtokem krve do kůže (tzv. periferní vazokonstrikce). Po vylezení z vody na slunce, když krev začne do kůže zase rychle proudit, se ohřátá kůže může jevit až jako světle červená. Srst je jen krátká a řídká, s věkem se ztrácí a hlavně starší samci nemají srst vůbec. Na krku mrože se nachází vzdušné vaky, které představují rozšíření hltanu. Mrož dokáže tyto vaky nafouknout, což mu společně se silnou tukovou vrstvou, která má menší hustotu než voda, umožňuje plovat na hladině a spát. Pyjová kost samců je relativně (vzhledem k velikosti těla) i absolutně největší pyjovou kostí mezi všemi savci. Může měřit až 75 cm.

### Kly a zuby

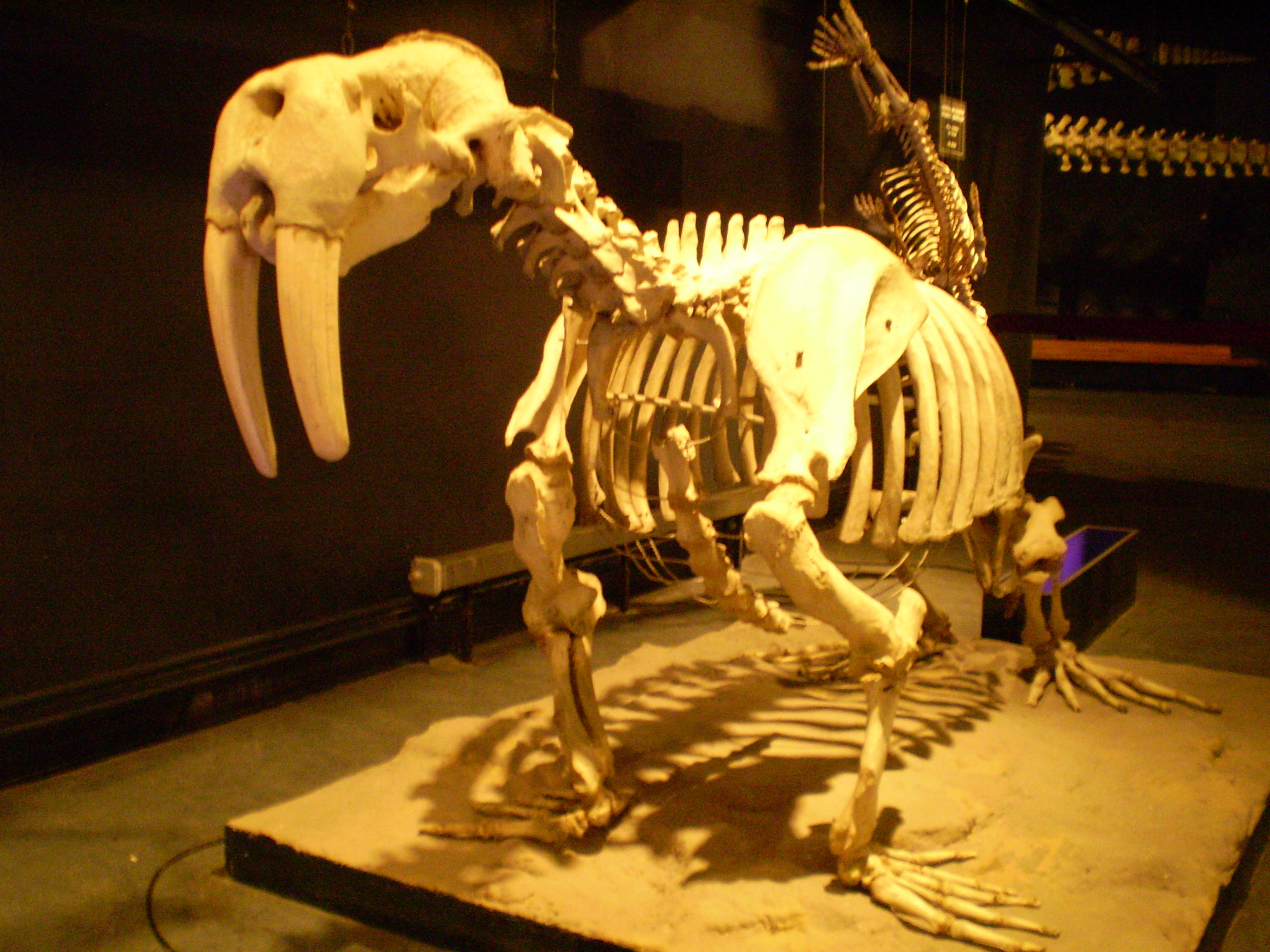
Kostra mrože s patrnými dobře zachovanými kly

Nejvýraznějším morfologickým znakem mrože jsou jeho kly, které jsou mezi ploutvonožci unikátní. Párem klů disponuje samec i samice. Jedná se o prodloužené horní špičáky, které u statných samců (zejména u subsp. divergens, kteří mají o něco mohutnější kly než samci subs. rosmarus) mohou dosahovat i délky 1 m a váhy 5 kg. Samci mívají kly o něco delší a tlustší s výraznějšími podélnými rýhami než samice. Samci kly používají v bojích a slouží jako prvek vizuálních předváděcích póz, kterými si získávají a udržují sociální status. Vedle toho kly slouží i k zaháknutí do ledu při vylézání na ledové kry. Kdysi se mělo za to, že kly slouží i k vyhrabávání potravy ze dna moře, což však bylo modernějšími výzkumy vyvráceno. Pokud mroži potřebují na dně moře hrabat, používají k tomu horní pysk.
Mroži se rodí bez klů. Začínají jim růst od raného mládí a průběžně rostou po celý život, takže nejdelší kly mívají ti nejstarší jedinci. Kly začínají vykukovat zpod horních pysků kolem druhého roku života. Časem získávají známky opotřebení, jako jsou mělčí či hlubší podélné a příčné rýhy. Není výjimkou, když jsou jeden nebo oba kly částečně nebo zcela ulomené. Vzácně se vyskytují i různé dentální anomálie jako růst dalších dvou klů. Počet zubů je jinak variabilní. Jejich teoreticky maximální počet je 38, a sice I 3/3, C 1/1, P 4/3, M 2/2. Studie zkoumající zuby 76 mrožů však nenašla jediného mrože se všemi zuby a nejčastěji našla mrože s 18 zuby s dentálním vzorem 1/0, C 1/1, P 3/3, M 0/0.

## Biologie a ekologie

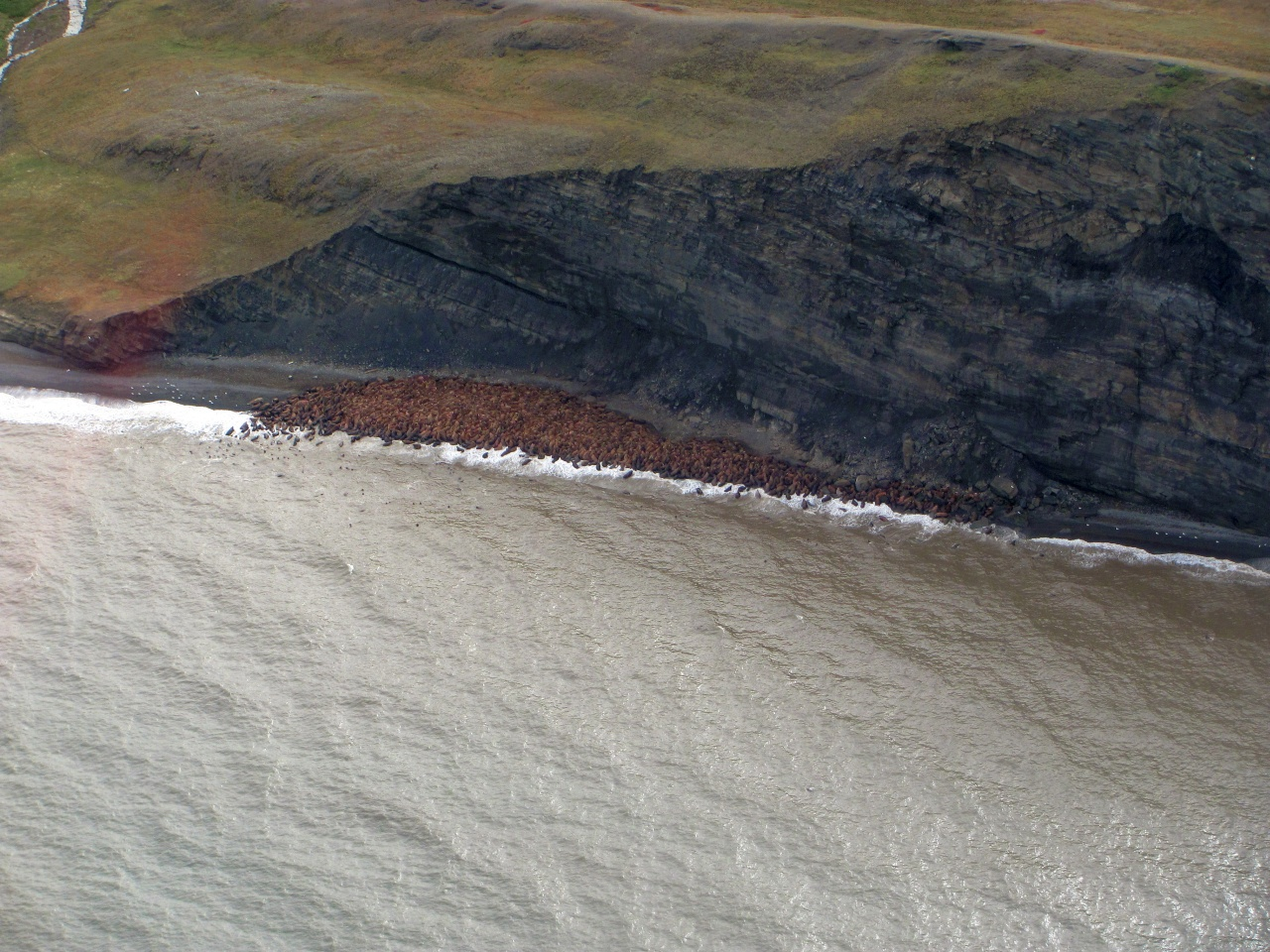
Početná kolonie mrožů u mysu Lisburne (západní Aljaška)

Mrož tráví zhruba dvě třetiny času ve vodě a jednu třetinu odpočíváním nejraději na ledových krách, v případě jejich nedostupnosti i na souši. Mroži jsou spojováni se souvislejší pokrývkou moře ledovými krami (tzv. pack ice, čili led pokrývající většinu mořské plochy), kde se nicméně vyskytuje dostatek děr pro dýchání a vstup a výstup z vody. Tento led se v létě přirozeně stahuje a v zimě rozpíná, a mroži následují jeho hranice. V Pacifiku tak dochází k sezónní migraci, kdy většina pacifických mrožů tráví zimu v Beringově moři a na léto následují hranici ustupujícího ledu přes Beringovu úžinu do Čukotského moře.
Mrož lední je vysoce sociální druh, který ve vodě i na souši pobývá ve velkých, těsných skupinách, jejichž velikost se pohybuje od několika jedinců do několika tisíc mrožů. Mimo období rozmnožování jsou na ledu nebo na souši tyto skupiny genderově segregovány – jednu skupinu tvoří samice s mláďaty a druhou skupinu tvoří samci. Ve vodě se mrož pohybuje vrtěním těla podobně jako tuleňovití, avšak pomáhá si mácháním předních ploutví jako lachtanovití. Mrož vydává velkou řadu různých zvuků, jako je štěkání, řev, pískání a umí vydávat i zvuky podobné brekotu a dunění zvonu.

### Rozmnožování

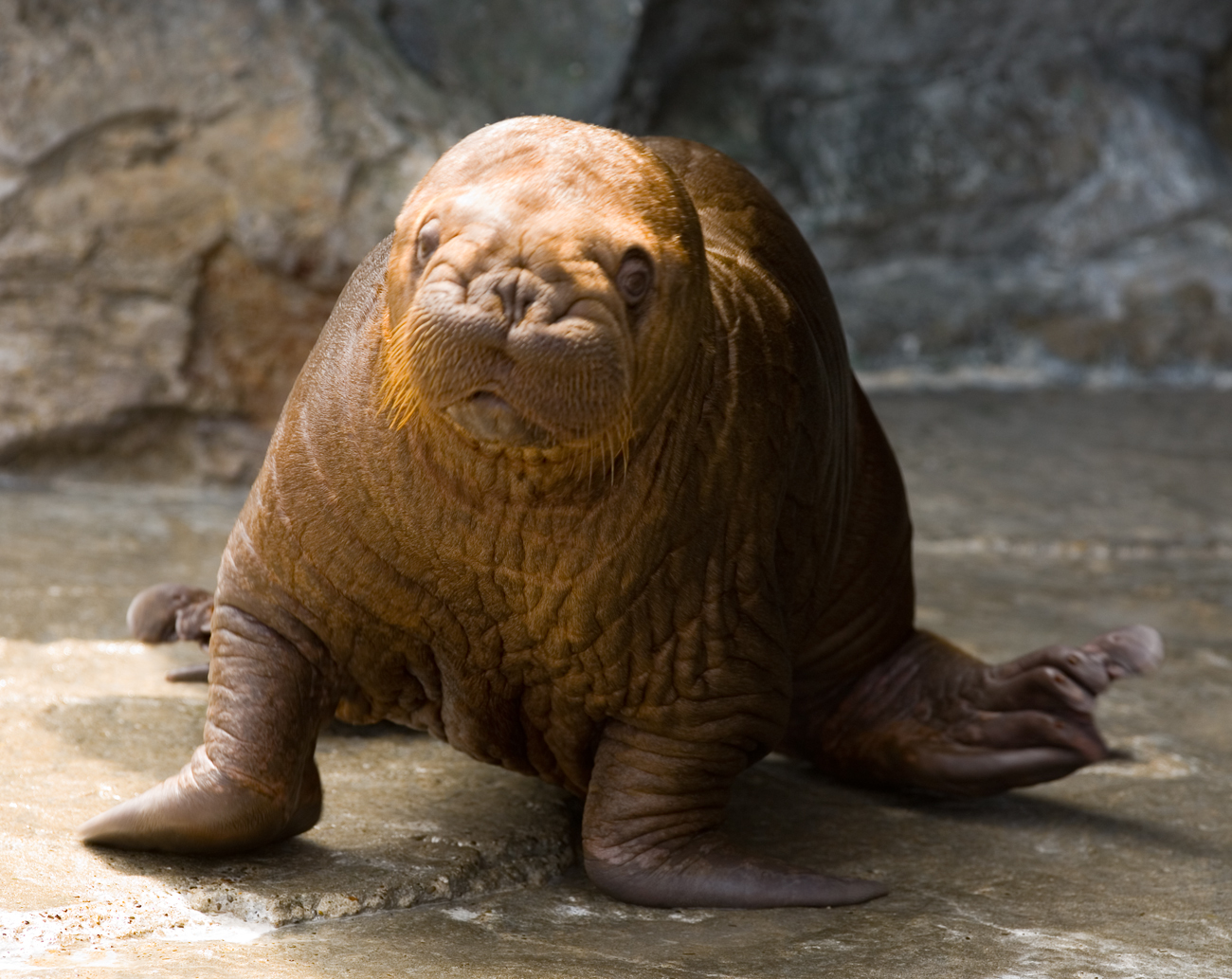
Mroží mládě

Doba vrhů nastává od poloviny dubna do půlky června, nejčastěji v květnu, takže mláďata vyrůstají v prvních letních měsících. K vrhům dochází na malých ledových krách mimo hlavní shromaždiště mrožů. Samice vrhá jedno mládě, výjimečně rodí dvojčata. Mláďata při vrhu váží kolem 60–65 kg a jejich hmotnost se během prvního roku ztrojnásobí a během druhého roku dále zdvojnásobí. Podle studie ze zajetí mroží mládě přibíralo v prvních 27 týdnech kolem 5 kg týdně. Mláďatům pomáhá růst tučné mateřské mléko. Obsah tuku v mléce se nicméně mohou lišit, naměřené hodnoty obsahu tuku na počátku laktace se pohybují v rozptylu 13–44 %. Mláďata jsou krátce po narození schopna plavat. Prvních několik dní po vrhu je samice vyčerpaná a zůstává na ledové kře s mládětem. V této době samice nejí a žije ze svých vydatných tukových zásob, které nabrala před vrhem, avšak po návratu do skupiny začne podnikat lovné výpravy do moře. Mládě ji často doprovází, a zatímco se samice potápí pro potravu, mládě plove na hladině, často za doprovodu dalších samic. Mláďata se začnou potápět pro potravu ve věku kolem 5 měsíců, avšak mateřské mléko sají až do věku 2 let, což představuje jedno z nejdelších období gestace mezi ploutvonožci. Samice svá mláďata agresivně chrání proti predátorům. Po odstavení se mladí samci přidruží do stáda samců a mladé samice zůstávají ve stádu samic a mláďat. Vzhledem k délce gestace samice zabřezne pouze jednou za tři roky.

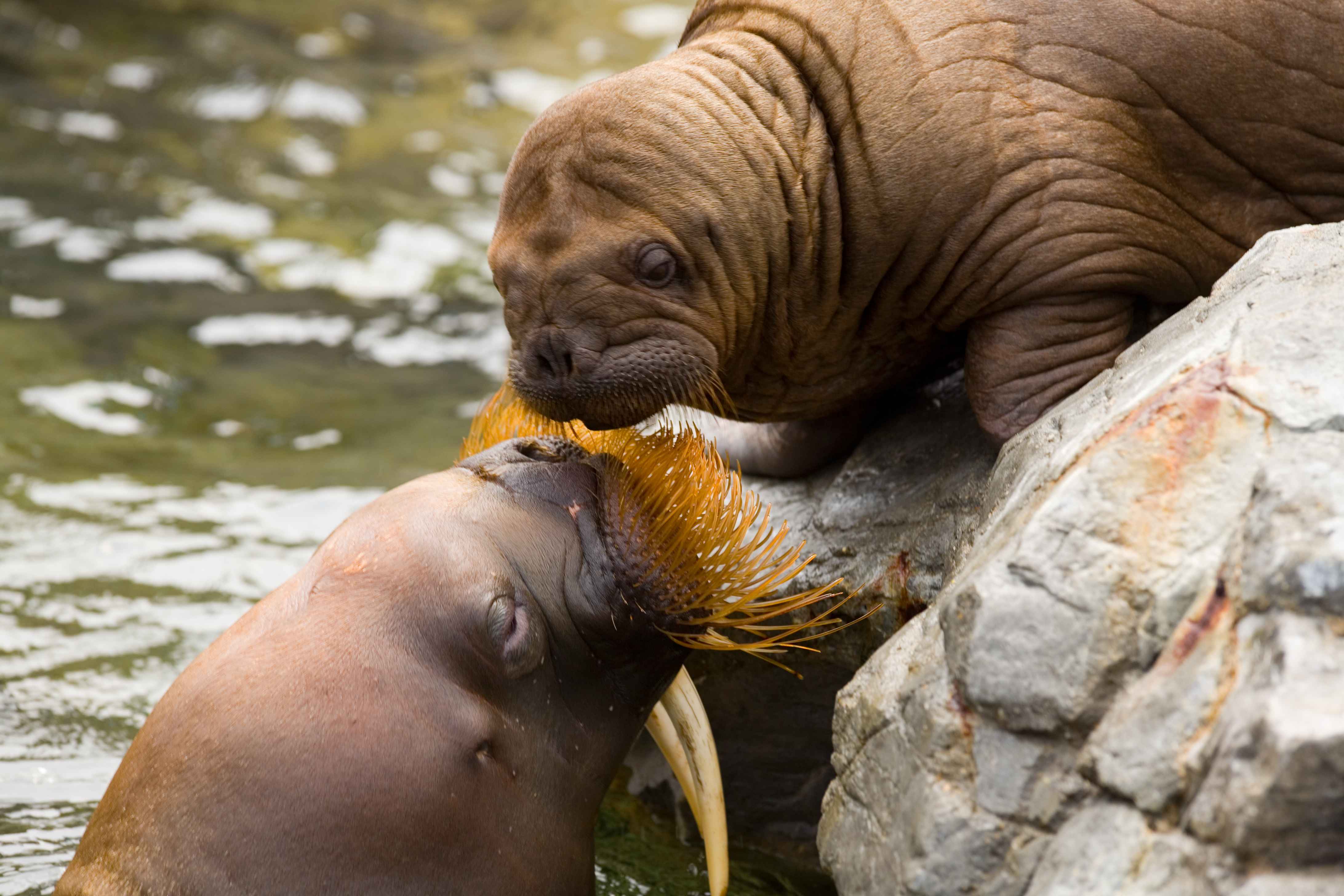
Dospělec s mládětem

K rozmnožování dochází v prosinci a lednu na ledu. Rozmnožovací systém by se dal popsat jako lek. Zatímco samice se v malých skupinkách sdružují na ledových krách, samci kolem nich zabírají podvodní teritoria, ve kterých se projevují vizuálními pózami a výrazným vokálním repertoárem, na které lákají samice ke kopulaci. K tomuto předvádění dochází v malých samčích skupinkách. Mezi samci také dochází k fyzickým bojům, což ve výsledku znamená, že pouze ti nejsilnější starší samci o věku kolem 15 let a výše mají šanci se nakonec spářit. Samci přitom mohou být v těchto bojích značně agresivní a není výjimkou, pokud dojde ke zranění. Dominantní samec se spáří s větším množstvím samic. Ke kopulaci dochází ve vodě. U samic dochází k odložené nidaci. Vajíčko zůstává ve stadiu blastocysty a do stěny dělohy se uchytí až v červnu či červenci, což optimalizuje dobu vrhu na počátek léta. Doba skutečné březosti je tak 10–11 měsíců, nicméně od kopulace do vrhu uběhne asi 15–16 měsíců. Pohlavní dospělost nastává u samců ve věku 7–10 let, u samic kolem 7–8 let. Dožívá se kolem 40 let.

### Potrava

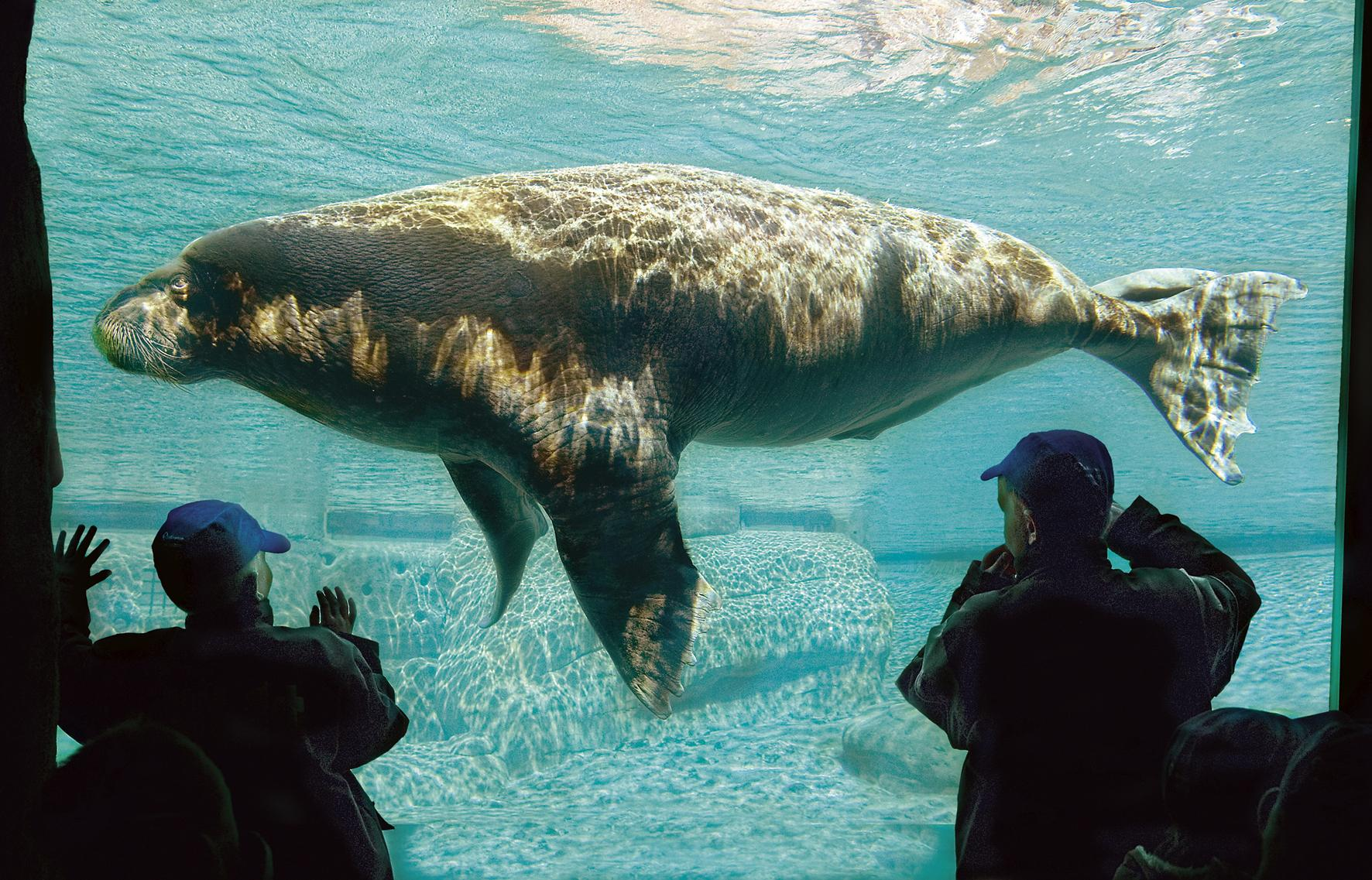
Plavající mrož (delfinárium Harderwijk, Nizozemí)

Hlavní potravu mrože tvoří mlži, které mrož sbírá ze dna moře. V nalézání a rozpoznání vhodné potravy mu pomáhají citlivé vibrisy, díky kterým mroži mohou rozpoznat nerovnosti o několika milimetrech. Mrož nejdříve odhrne substrát předními ploutvemi a jakmile odkryje mlže, vysaje ho z ulity. Mrož tráví čas mezi odpočinkem na ledu nebo na pobřeží a krmením v moři. Takováto krmná výprava může trvat několik hodin až dní. Vedle mlžů může mrož pojídat i jiné mořské organismy, jako jsou krevety, krabi, hlavatci, rypohlavci, mořští červi, měkčí korály, pláštěnci, sumýši nebo různé další skupiny měkkýšů (chobotnice, krakatice aj.). Občas může pozřít i pomalu plovoucí rybu.
Vzácně se vyskytují i mroži, kteří se krmí na jiných ploutvonožcích nebo dokonce kytovcích. Byl zaznamenán i případ mrože predujícího na alkounovi tlustozobém (Uria lomvia). Mořský biolog Francis Hollis Fay rozdělil takovýto typ mrožů na obligátní (krmí se výhradně na obratlovcích) a fakultativní (příležitostně pozře obratlovce). Fay odhaduje, že v Beringově a Čukotském moři se vyskytuje méně než 0,1 % obligátních mrožů a více než 1 % fakultativních mrožů. Není zcela jasné, jakým způsobem může u mrože dojít ke kompletní změně jídelníčku. Je možné, že fakultativní mroži (příležitostně požírající obratlovce) tak činí v případě pobytu nad extrémně hlubokými vodami, kde se nemohou potopit na dno pro mořské bezobratlé. Typicky se to může stát během migrace.

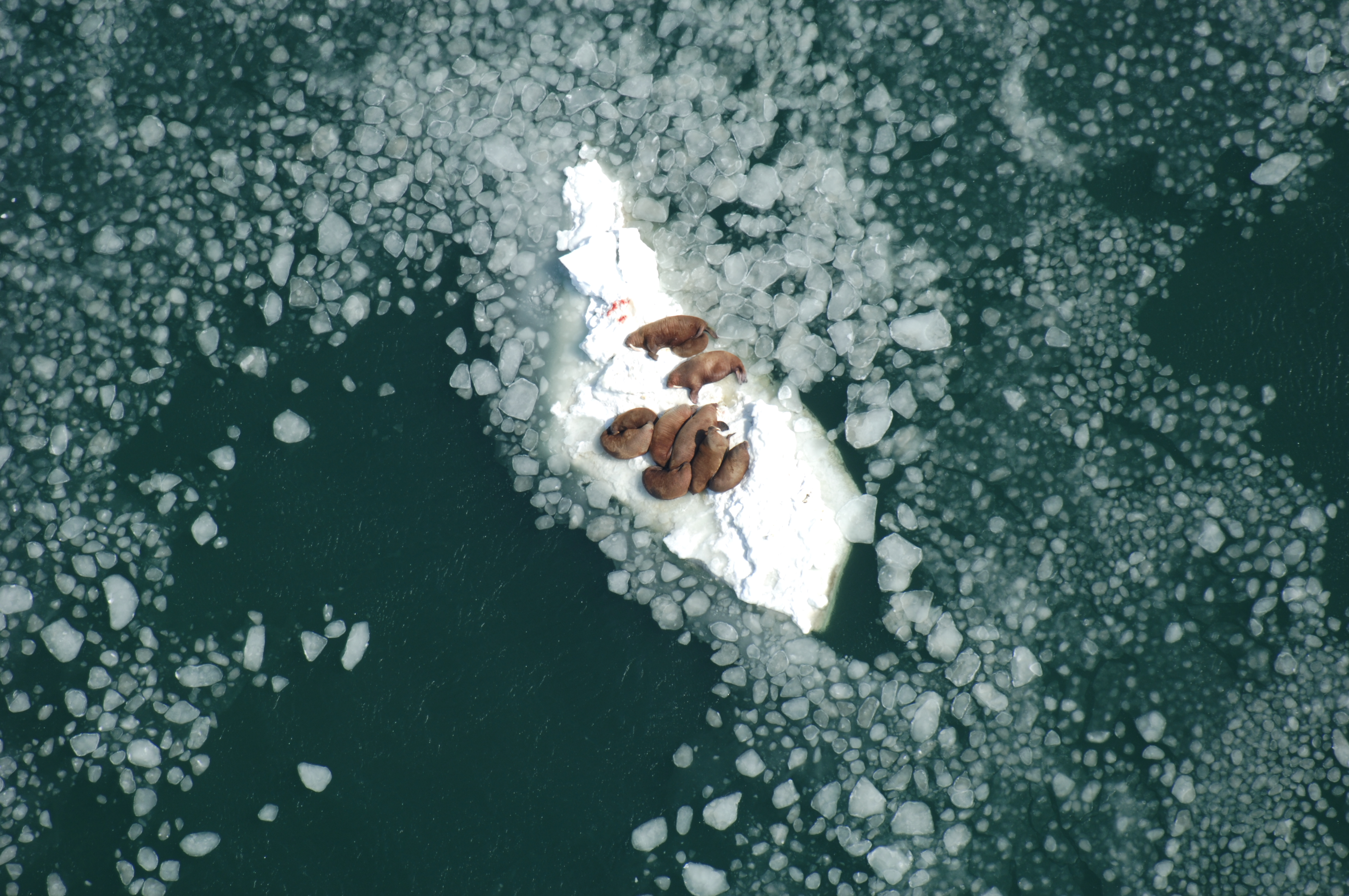
Skupinka mrožů při odpočinku na ledové kře (Aljaška)

Mrož se pro potravu typicky potápí do mělkých hloubek do 50 metrů na dobu kratší než 10 minut. Tak např. studie atlantského poddruhu z oblasti poblíž Špicberků zaznamenala ponory o průměrných hloubkách 24 m na dobu kolem 6,8 minut. Nicméně mrož je schopen mnohem hlubších a delších ponorů. U jedince ze Smith Sound mezi severozápadním Grónskem a arktickou Kanadou byla zaznamenána hloubka ponoru mezi 500–600 metry. Délka ponoru může dosáhnout až 45 minut.
Vedle tisíců mlžů, které mrož může zkonzumovat během jediného dne, má aktivita mrožů u dna během krmení rozsáhlý vliv na místní bentický ekosystém. Mrož rozhrabává mořského dno (proces zvaný bioturbace) a přimíchává živiny do vodního sloupce. Podle odhadu globální populace mrožů každoročně zkonzumuje až 3 miliony tun bentických živočichů.

### Predátoři a parazité

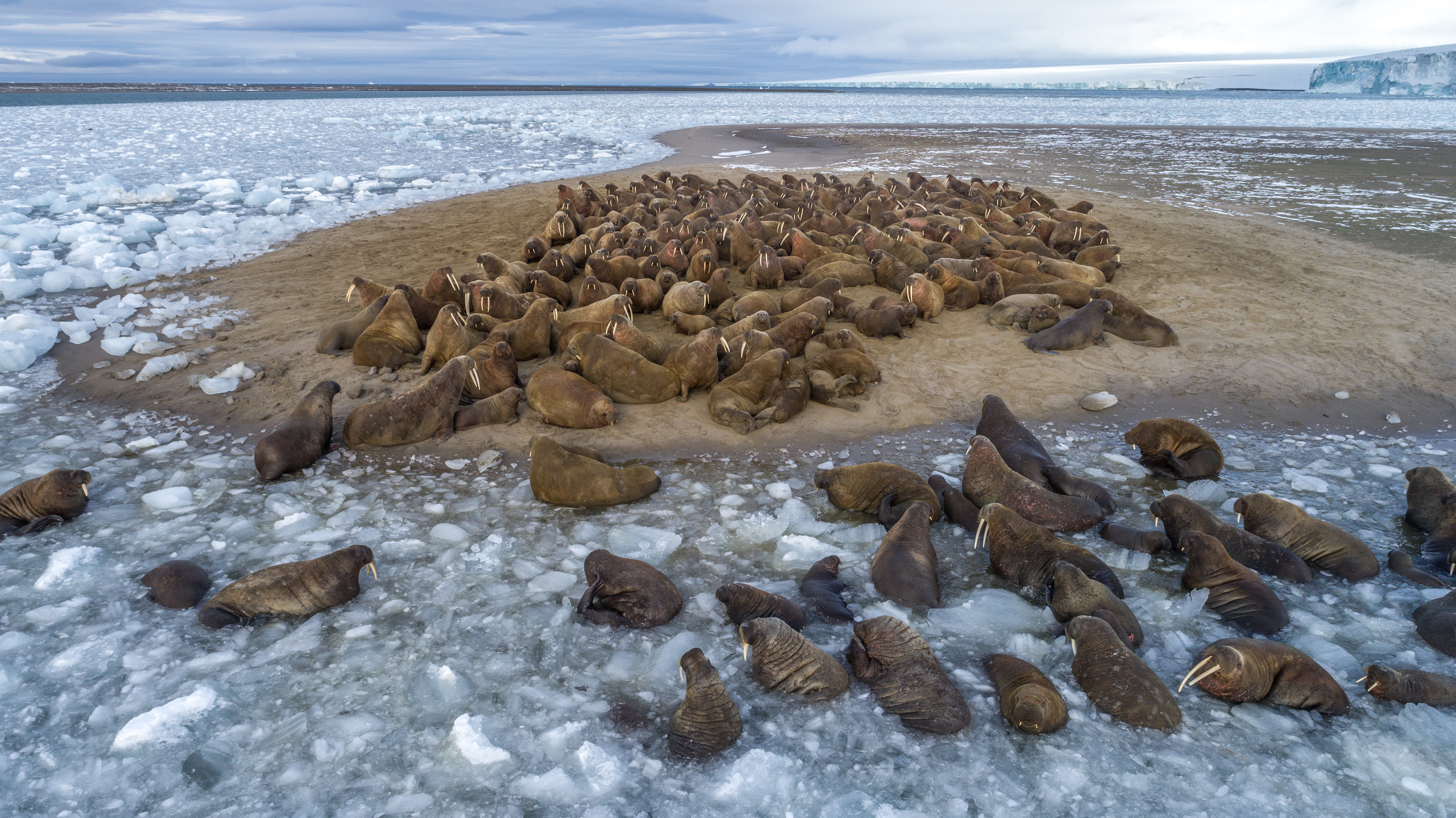
Početné stádo v Národním parku Ruská Arktida

Vzhledem k mohutné velikosti těla se mrož lední nepotýká s velkým množstvím přirozených predátorů. Kromě člověka jej může lovit medvěd lední nebo kosatka dravá. Predace ledním medvědem je sezónně i geograficky podmíněna. Mroži jsou zranitelní hlavně u dýchacích děr v ledu, kde na ně medvěd může číhat. Medvěd lední se nicméně zaměřuje hlavně na mláďata, která na souši loví typicky tak, že nejprve delší dobu pozoruje mroží stádo na břehu a vyčkává na vhodný okamžik útoku. Během něj do stáda naběhne, čímž mroži zpanikaří a snaží se rychle odběhnout do moře. V nepřehledné situaci si medvěd vyhlédne opomenuté mládě, které kousnutím do krku zabije a odtáhne pryč. Tato lovící taktika patrně dává medvědovi větší šanci na úspěšný lov, než kdyby si měl nejdříve vyhlédnout konkrétní mládě a riskovat, že bude chráněno samicí, která by mohla medvědovi způsobit vážná zraněné svými kly. Z tradičních ekologických znalostí Inuitů, jejich interpretací stop ve sněhu i přímých pozorování se vyvozuje, že medvěd lední může při lovu mrože ledního použít nástroje jako je kus ledu nebo kámen.

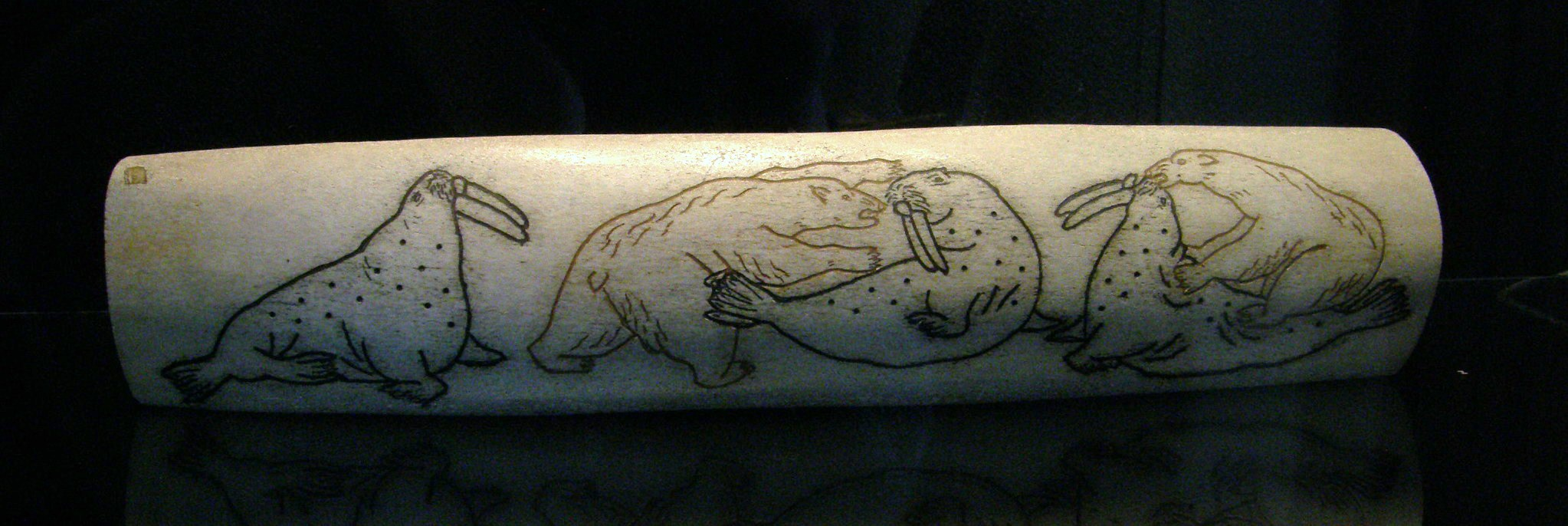
Rytina Čukčů zobrazující medvěda ledního při lovu mrože (Regionální muzeum v Magadanu, Rusko)

Kosatka dravá může útočit jak na mláďata, tak na dospělé mrože. U Čukotky byl pozorován hromadný lov kosatek, které naskakovaly na stádo mrožů v mělké vodě, takže většina těla kosatek se ocitla na vzduchu, a zpět do moře se kosatky dostaly pomocí vrtění a posouvání těla. V následné panice se kosatky dostávaly mezi mrože a břeh, a postupně oddělily jednoho mrože, kterého začaly nahánět stále dále od břehu za neustálých útoků. K těm patřil úder ocasem přímo na mrože nebo těsně vedle něj, naskakování na mrože ve snaze o jeho ponoření nebo údery mrože hlavou.
K parazitům patří např. motolice (čeleď Brachycladiidae), tasemnice (čeleď Diphyllobothriidea), hlístice (čeleď Anisakidae, Trichinellidae) vrtejši (čeleď Polymorphidae) a výtrusovci (čeleď Sarcocystidae). Většina těchto organismů parazituje na trávicím traktu, kam se dostává z mroží potravy. Dá se předpokládat, že s proměnou jídelníčku mrožů následkem globálního oteplování dojde i k proměně složení parazitů.

## Vztah k lidem

### Lov a využití mrožů u arktických národů

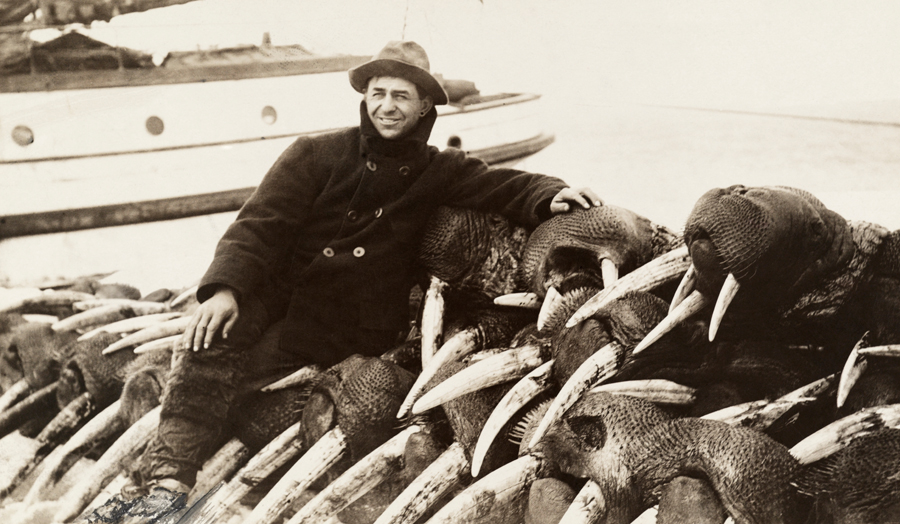
Lovec na hromadě ulovených mrožů (1911)

Mroži jsou loveni lidmi po celá tisíciletí již od doby, kdy lidé začali osidlovat arktické oblasti. Zpracováván býval úplně celý mrož; z mrožů se využíval tuk, maso (jak pro lidskou konzumaci, tak pro psy), vnitřnosti, kožešina, kosti i kly. První archeologické doklady o významném postavení mrožů v živote arktických národů západního Atlantiku pochází z dorsetské kultury (cca 5. století př. n. l. – 5. století n. l.). Komunitní, společný lov mrožů a případně i dalších ploutvonožců patrně významnou měrou přispěl k usedlejšímu způsobu života v oblasti. Lov mrožů je spojován s robustnějším typem staveb a ovlivňoval i sociální strukturu společnosti a představy a mýty jejích členů.

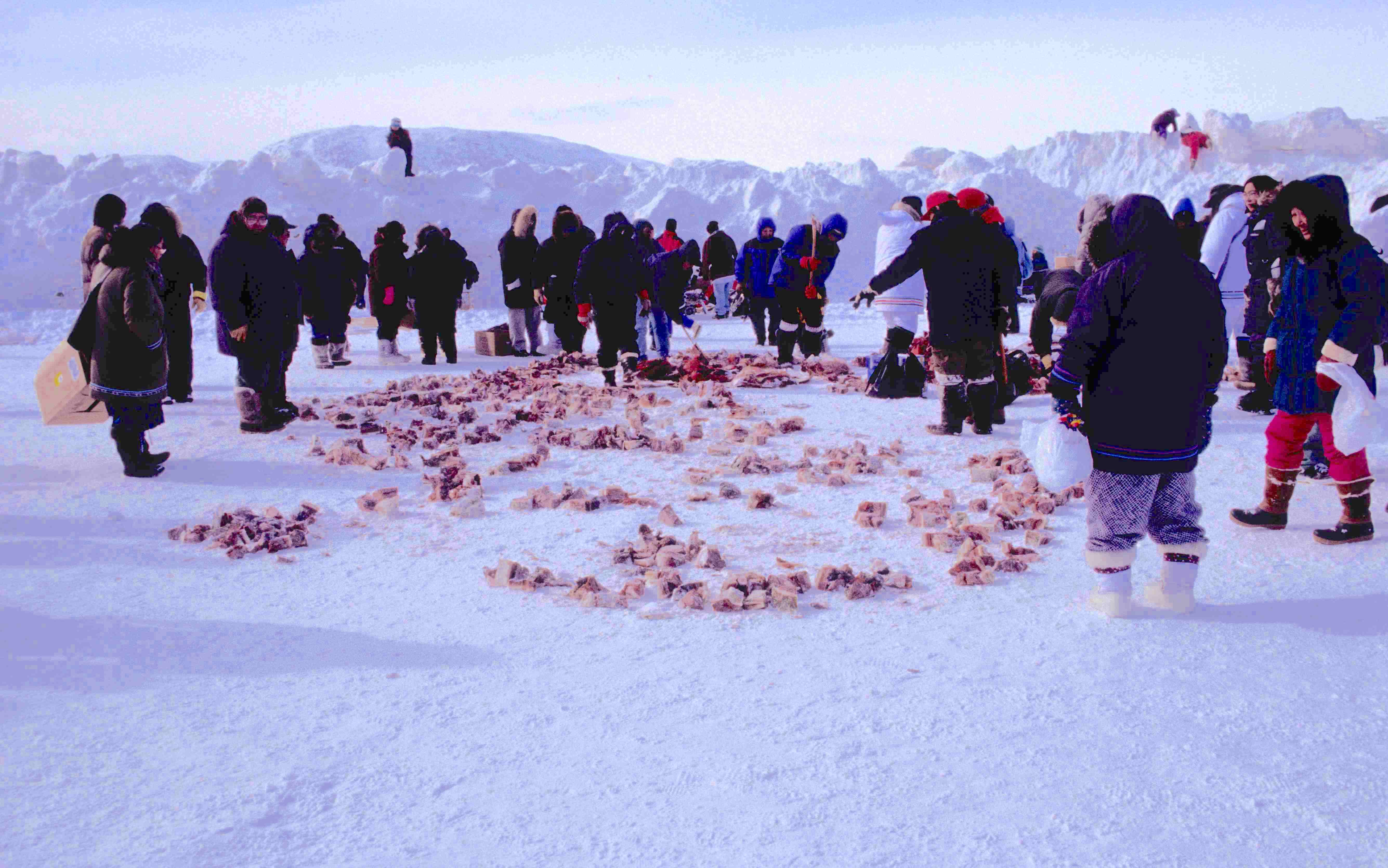
Sdílení igunaqu Inuity

Vedla masa poskytovalo tělo mrože materiál na výrobu příbytků, hudebních nástrojů, lan, lodí, lovných nástrojů i předmětů každodenní potřeby. Tak např. jeden z typů tradičního příbytku arktických národů představuje mroží kůže napjatá mezi žebry velrybí kostry s malými okénky z výplní z vypjatých mrožích střev. Z archeologických nálezů ze severozápadní Aljašky i nejstarší fotodokumentace tamějšího života je patrné, že na vnějších zdech často visela lebka mrože. Střeva mrože bývala používána k výrobě vodě odolného oblečení. Tuk mrožů se používal na svícení. Napjatá mroží kůže mezi kostmi sloužila k výrobě bubínků. Kly se používaly k výrobě nožů, sněhových brýlí nebo sáněk a jako podklad pro rytiny. Z mrožích lopatek se dělaly lopaty a pyjové kosti se hodily jako stanové tyče nebo hůlky na chození. Klasické kánoe Inuitů byly vyráběny z kostí kytovců, mezi něž byla napjata kůže mrože nebo jiného velkého ploutvonožce. Ceněna byla hlavně kůže samice, která na rozdíl od samičí kůže nemívala hluboké rýhy a trhliny z bojů, takže byla lépe vodě odolná. Napjatá mroží kůže dokonce dala základ prvním trampolínám, které se používaly během svátků domorodých národů v oblasti Beringovy úžiny.

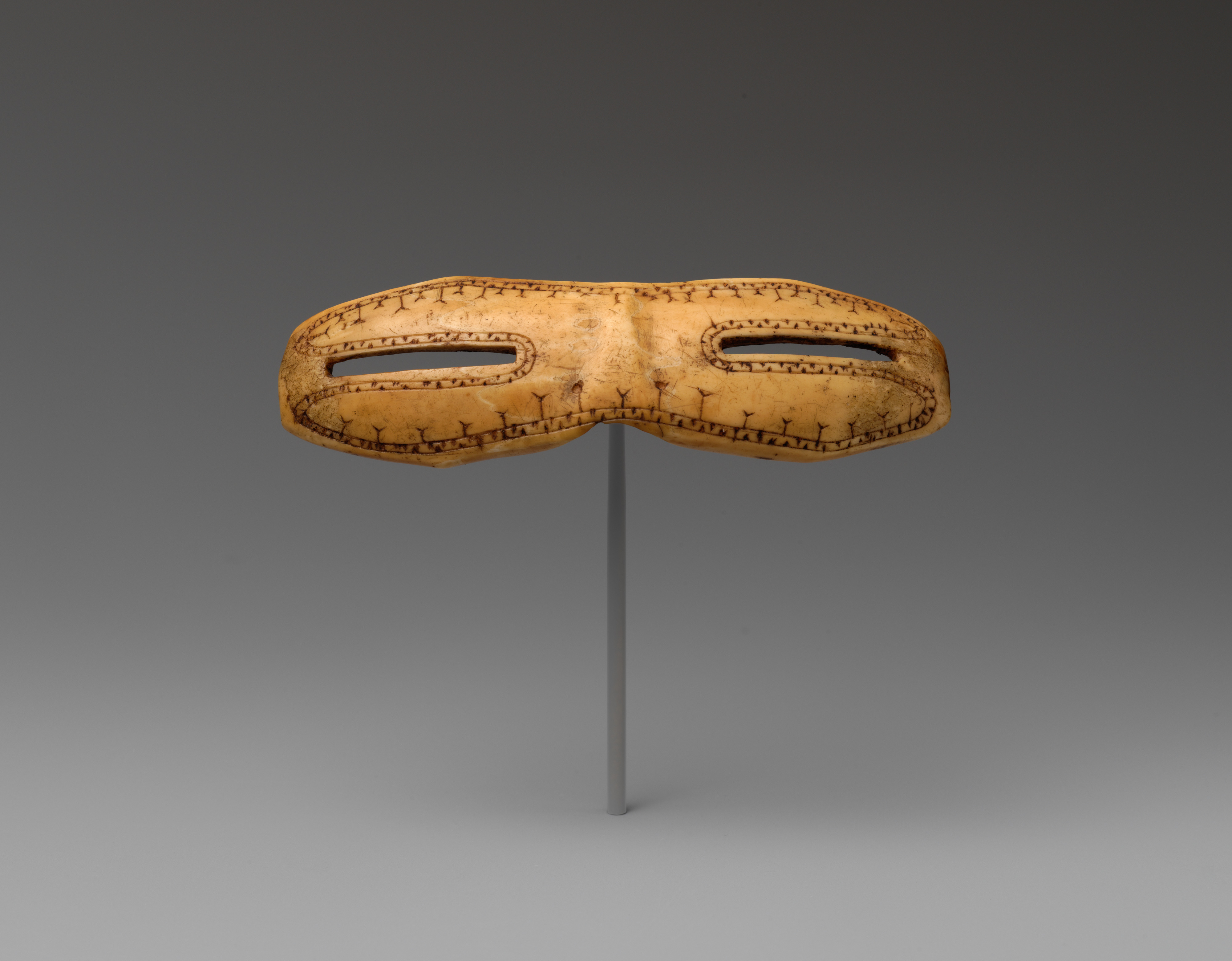
Sněhové brýle z mrožoviny (800–1200 n. l.)

Zatímco tradiční lov mrožů domorodými národy neohrožoval globální početnost mrožů, to se nedá říct o tuleňářských výpravách v průběhu 18. a 19. století, kdy byli mroži loveni americkými a evropskými lovci v průmyslových měřítkách. V moderních dobách je lov silně regulován a povolen pouze některým arktickým národům Ruska, Grónska, Aljašky a Kanady. V Norsku (resp. na Špicberkách) je lov mrožů zakázán od roku 1952, jelikož nezměrný lov pro mrožovinu v předchozích několika staletích přivedl tamější populaci na pokraj vyhynutí. V Grónsku se mroži smí lovit pouze ve vodě nebo na ledových krách, na souši je lov zakázán. Některé oblasti Grónska mají přidělenou lovnou kvótu několik desítek až stovek mrožů ročně. Mroží maso je pro místní zvláště cenné, protože poskytuje cenný zdroj potravy koncem léta a na podzim. Tradiční způsob zpracování mrože u Inuitů se nazývá igunaq. Probíhá tak, že se mrož vykostí a odstraní se část vnitřností, zatímco tuk, maso a vybrané orgány jsou srolovány do zbylé kůže. Tímto je vytvořena tlustá velká role, která se zahrabe do štěrku. Po několik měsíců je igunaq ponechán ve štěrku, ve kterém fermentuje. V zimě je igunaq vyhrabán, naporcován, omyt a zkonzumován. Igunaq je často natolik ceněn, že se konzumuje během zvláštních příležitosti nebo se používá ve směnném obchodě. Konzumenti syrového mrožího masa by se měli mít na pozoru před možnými parazity jako jsou hlístice, pročež některé místní autority doporučují převaření masa. Podle zápisků skandinávského přírodovědce Adolfa Erika Nordenskjölda je mroží maso považováno u Inuitů za delikatesu, nicméně Evropané jej v oblibě neměli s výjimkou mrožího jazyka, který evropští lovci považovali za lahůdku.

### Ohrožení a ochrana

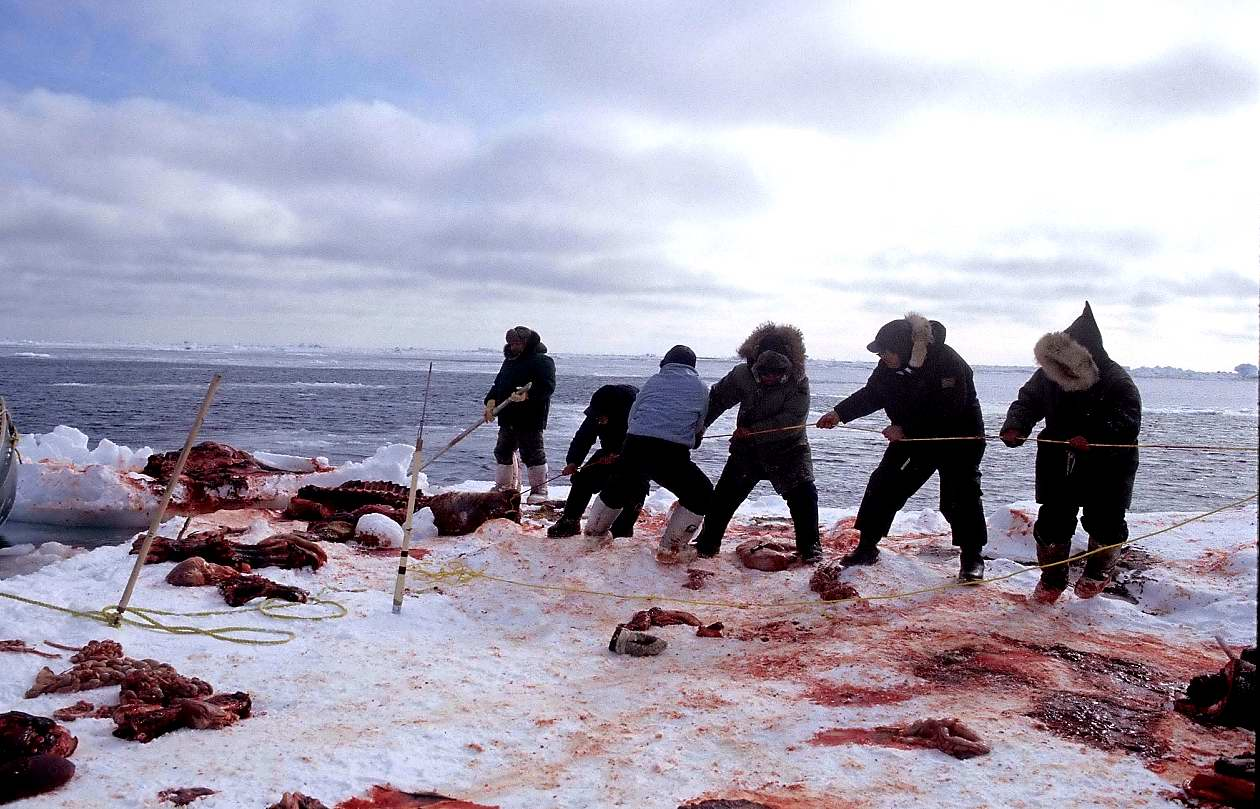
Lov mrože v Kanadě (fotografie z roku 1999)

Vedle zmíněného tradičního lovu, který je nicméně považován za udržitelný, populaci ohrožuje hlavně globální oteplování a jeho doprovodné jevy. Tím jsou myšleny hlavně změny v zalednění, které na mrožích stanovištích již probíhají. Ústup ledu bude s největší pravděpodobností znamenat ústup populace na sever i populační pokles, který však může být do značné míry limitován použitím vhodných ochranářských technik. Ústup ledu bude znamenat zpřístupnění oblastí lidem a tím i lodní dopravě nebo vzniku developerských projektů pro těžbu ropy a plynu. Mroži tak budou vystaveni riziku znečištění moře ropou, které může mít významný vliv na populace mlžů, nebo rušivým vlivům. Mrož je přitom na rušení vysoce citlivý. Rušivé jevy mohou ve stádě na břehu snadno způsobit paniku, během které se celé stádo vydá úprkem do moře a může některé své členy (hlavně mláďata) ušlapat. Např. v roce 2017 bylo na Aljašce nalezeno 64 mrtvých mladých mrožů, kteří byli patrně ušlapání po panickém úprku stáda. Ústup ledu vedle redukce míst pro odpočinek mrože bude mít i vliv na celý mořský ekosystém a může narušit potravní řetězec. Bez ledových ker mohou být mroži přinuceni využít k odpočinku pobřeží, které však nemusí být k dispozici nebo může zahrnovat různé rušivé jevy vedoucí k ušlapání (predátoři, lidská činnosti aj). V souvislosti se změnami zalednění byla na souši pozorována nezvykle obrovská mroží stáda, což s sebou nese významné riziko rychlého šíření nemoci či ušlapání. Na Aljašce bylo viděno stádo o 35 000 jedincích a v Rusku dokonce o asi 100 000 mrožů.
Mezinárodní svaz ochrany přírody (IUCN) hodnotí mrože ledního jako zranitelný druh. IUCN nicméně hodnotí odděleně i oba poddruhy, a sice atlantský poddruh (O. r. rosmarus) jako téměř ohrožený a o pacifickém poddruhu (O. r. divergens) není dostatek dat. Obchod s mrožovinou je regulován smlouvou CITES. V Rusku i Norsku je mrož veden na červeném seznamu ohrožených druhů.

### Kulturní odkaz

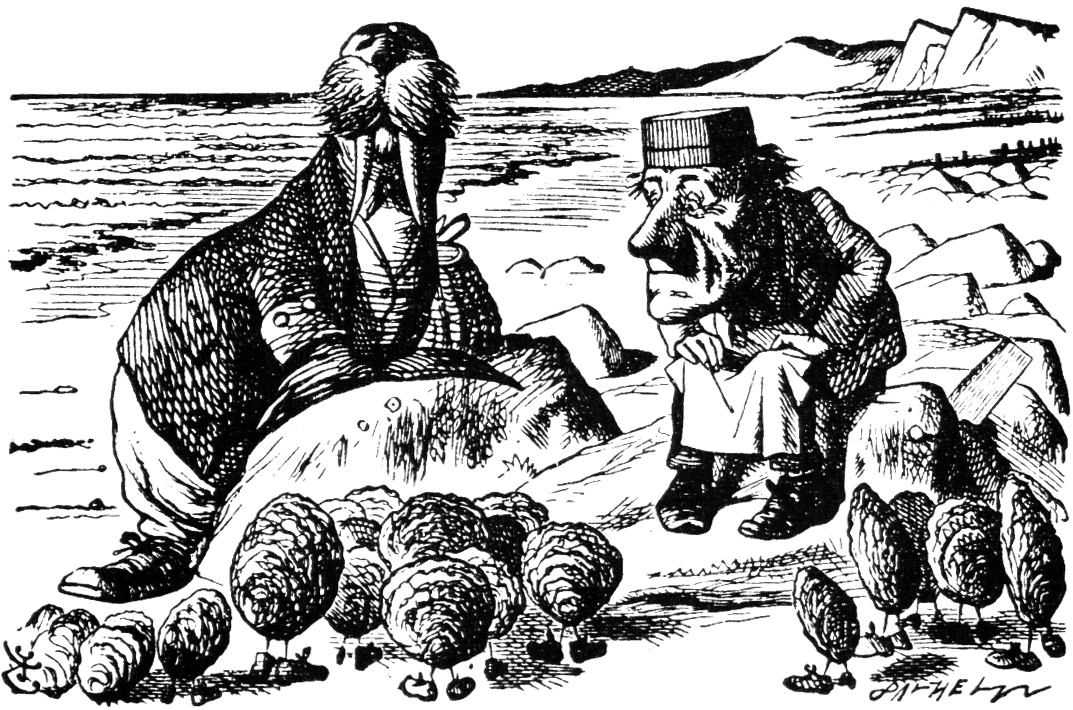
Ilustrace ke Carrollově básni „Mrož a tesař“ (John Tenniel, 1871)

Mroži zastávají dominantní úlohu v kultuře řady arktických národů. Podle jedné z arktických legend jsou mroži dokonce přítomni v polární záři, která bývala někdy interpretována jako hra zemřelých duší s mroží lebkou. Dávní evropští objevitelé a mořeplavci dokonce popisovali nálezy pečlivě uspořádaných mrožích lebek na plážích nebo v přilehlé krajině, někdy hustě porostlých mechem. Podle čukčovské verze legendy o duchu havrana (Kutkh) se havran snažil zachránit slunce z domu zlého ducha obelstěním jeho dcery. Když se mu to podařilo, zlý duch se rozhněval a zavěsil dceru z útesu hlavou dolů za lano, které se však přetrhlo a dcera spadla do moře a proměnila se v mrože. Z jejího hlenu řinoucím se z nosu vyrostly mroží kly.
Četné jsou i zmínky v literatuře. K příkladům patří báseň „Mrož a tesař“ anglického klasika Lewise Carrolla. Tato báseň z roku 1871 vyšla v populární knize Za zrcadlem a co tam Alenka našla a popisuje setkání mrože s tesařem na pláži, kteří se spolu vydají na procházku. Cestou potkají ústřice, které se k nim připojí, avšak brzy jsou mrožem sežrány. K této básni odkazuje i populární píseň The Beatles „I Am the Walrus“ (Jsem mrož)  z roku 1967.

### Chov

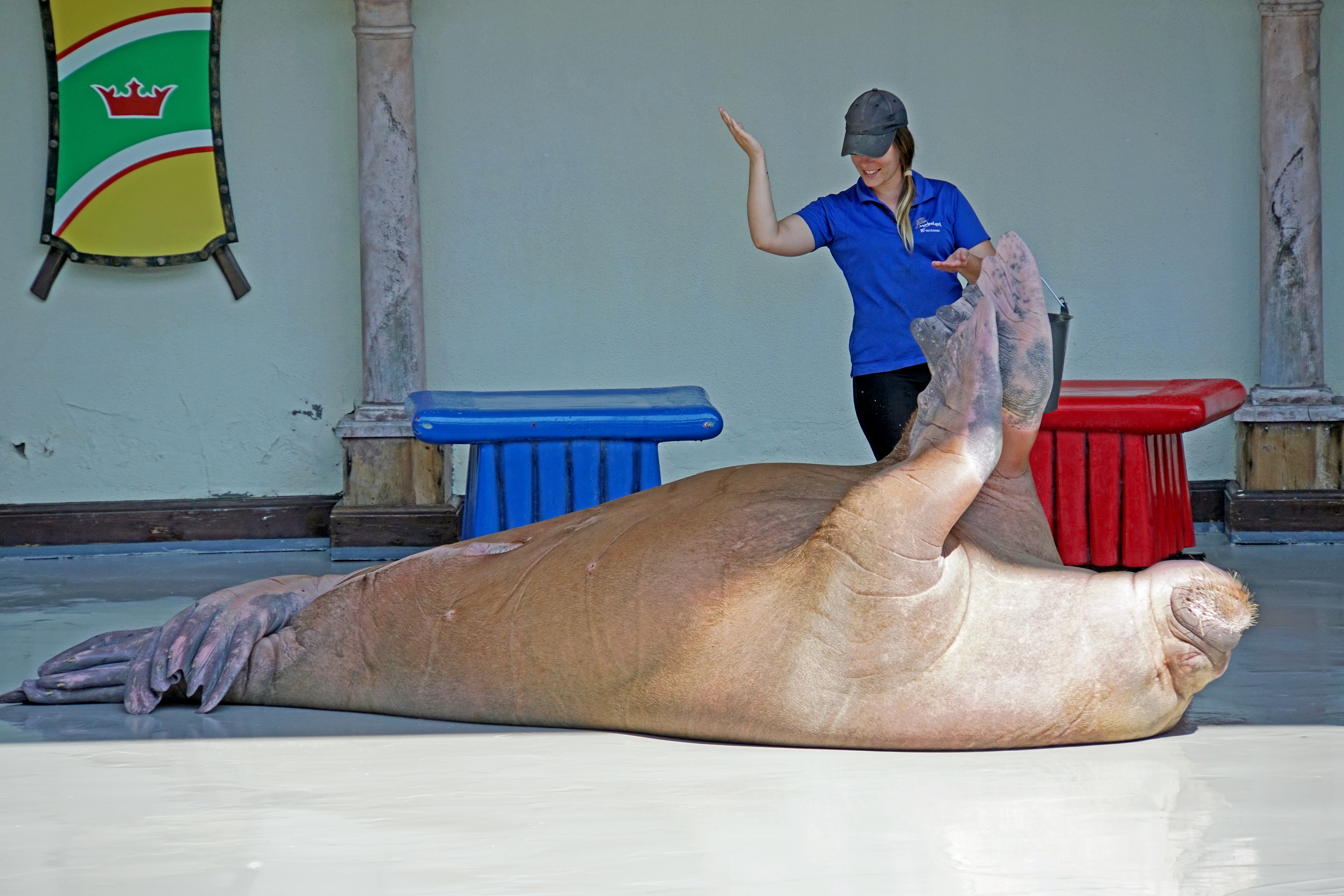
Mrož lední se cvičitelem v zoologické zahradě v kanadském Ontariu

První známý případ mrože v zajetí představuje pár mrožů, kteří byli již v roce 1608 vzati do Londýna. Samice zemřela cestou, avšak samec žil v Londýně tři týdny, načež zemřel. V následujících desetiletích následovalo několik dalších pokusů o import mrožů do Evropy, všichni však dopadli podobně jako první mroži, totiž skonáním cestou nebo krátce po příjezdu. V pořadí druhý známý mrož, který dorazil do Londýna, byl mladý exemplář na tuleňářské lodi plující ze Špicberk. Tento mrož zemřel po jediném dni po příjezdu, jeho pitvu však měl možnost prozkoumat známý britský přírodovědec Richard Owen, který detailní zjištění pitvy publikoval. Ve 20. století se začali objevovat mroži v různých zoologických zahradách jako je kodaňská zoo, kde mroži dokázali přežít i několik let. Do Spojených států dorazil první mrož v roce 1902; mrož v New Yorku dokázal přežít asi jen měsíc. Většina mrožů tehdy nedovedla dožít v zajetí dlouho, problém bylo hlavně jejich krmení a neobezřetný kontakt s veřejností. Ani po druhé světové válce se chov mrožů v zajetí příliš nerozšířil. Jak se však shromažďovaly znalosti o mrožích, chov začal být stále více úspěšný a k roku 1972 byli mroži chováni v 8 zařízeních v Evropě a Severní Americe.
V současných zoo se chová hlavně pacifický poddruh, který je k vidění v řadě asijských, severoamerických i evropských zoo. V Evropě lze mrože spatřit např. v zoologických zahradách v Německu, Belgii a Nizozemí. Atlantský poddruh je přítomen pouze v ruském Iževsku.